# Abuso de substância
Abuso de substâncias ou abuso de drogas é um uso padronizado de uma ou mais drogas no qual o usuário consome a substância em quantidades ou métodos que são prejudiciais a si ou a terceiros e é uma forma de transtorno relacionado ao uso de substâncias. Definições amplamente diferentes de abuso de drogas são usadas nos contextos de saúde pública, medicina e justiça criminal. Em alguns casos, o comportamento antissocial ou criminal ocorre quando a pessoa está sob a influência de uma droga e também podem ocorrer mudanças de personalidade a longo prazo. Além de possíveis danos físicos, sociais e psicológicos, o uso de algumas drogas também pode levar a sanções penais, embora variem amplamente, dependendo da jurisdição local.

## Incidência

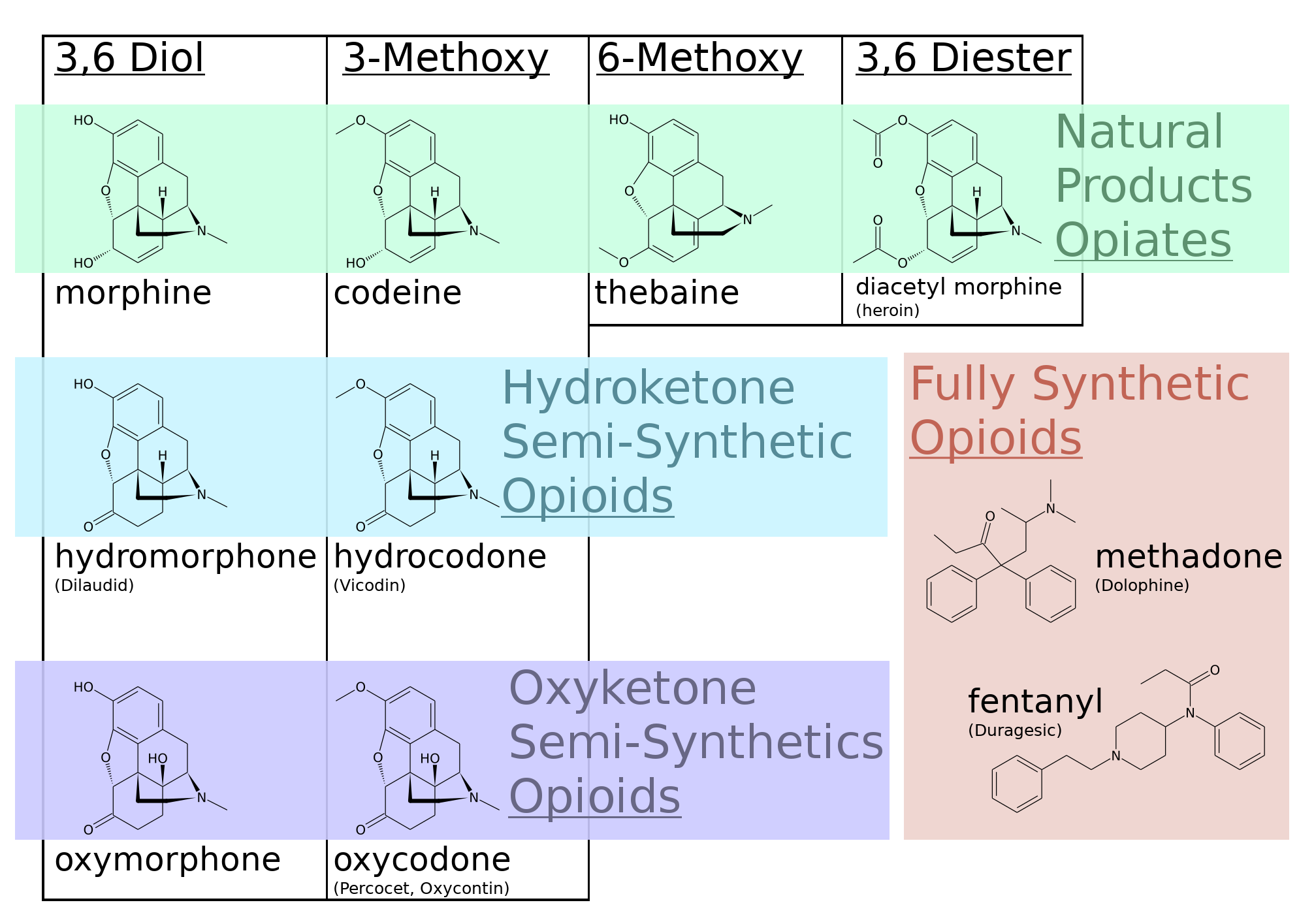
Opiáceos vs opióides ilustrados com diagramas e subclassificações

Um estudo de 2010 classificando várias drogas ilegais e legais com base em declarações de especialistas em danos causados por drogas. O álcool foi considerado a droga mais perigosa em geral.

As drogas mais frequentemente associadas a esse termo incluem: álcool, anfetaminas, barbitúricos, benzodiazepinas, cannabis, cocaína, alucinógenos e opioides. A causa exata do abuso de substâncias não é clara, com duas teorias predominantes: uma predisposição genética herdada, ou um hábito que se desenvolve e se manifesta como uma doença debilitante crônica.
Em 2010, cerca de 5% das pessoas (230 milhões) usavam alguma substância ilícita. Destes, 27 milhões usam drogas de alto risco, também ditas de uso recorrente, causando danos à saúde, problemas psicológicos, sociais ou que os colocam em risco desses perigos. Em 2015, transtornos por uso de substâncias resultaram em 307.400 mortes, ante 165.000 mortes em 1990. Os números mais altos são de transtorno por uso de álcool em 137.500, transtorno por uso de opioides em 122.100 mortes, transtorno por uso de anfetaminas em 12.200 mortes e transtorno por uso de cocaína em 11.100.
A dependência de drogas e álcool é comum em pessoas com transtorno do déficit de atenção e hiperatividade, ocorrendo em uma em cada cinco pessoas, de acordo com estudos publicados pela Universidade de Toronto.

## Tratamento

### Medicamento
Vários medicamentos foram aprovados para o tratamento do abuso de substâncias. Isso inclui terapias de reposição, como buprenorfina e metadona, bem como medicamentos antagonistas como dissulfiram e naltrexona em ação curta ou na forma mais recente de ação prolongada. Vários outros medicamentos, muitas vezes aqueles originalmente usados em outros contextos, também se mostraram eficazes, incluindo bupropiona e modafinil. Às vezes, metadona e buprenorfina são usadas para tratar o vício em opiáceos. Esses medicamentos são usados como substitutos de outros opioides e ainda causam sintomas de abstinência, mas facilitam o processo de redução gradual de forma controlada.
Medicamentos antipsicóticos não foram considerados úteis. O acamprostato é um antagonista NMDA glutamatérgico, que ajuda nos sintomas de abstinência do álcool porque a abstinência do álcool está associada a um sistema hiperglutamatérgico.